# Paula Brooks
Paula Brooks est une super-héroïne mineure de l’âge d'or des comics.

## Biographie fictive
Paula Brooks est une super-héroïne combattant les nazis durant la seconde guerre mondiale. Elle porte alors le nom de Tigress. Lors d'un de ses combats, elle est laissée pour morte. Elle réapparaît plus tard, bien vivante mais ayant embrassé une carrière criminelle sous le nom de Huntress. Ce changement d'attitude serait une conséquence de ses blessures lors de son dernier combat en tant que Tigress. Durant ses premières aventures criminelles, elle cherche à ajouter Wildcat à sa collection de trophées de chasse.
En tant que membre de l’Injustice Society, elle se bat contre la Justice Society of America. Durant cette période, elle rencontre le premier Sportsmaster avec lequel elle se marie plus tard.

## Vie éditoriale
Paula Brooks apparaît pour la première fois dans Sensation Comics #68 publié en 1947, en tant que Huntress. Son passé héroïque est une réécriture beaucoup plus récente dans les pages d’All-Star Squadron.

## Pouvoirs
Elle ne dispose pas de pouvoirs ou de technologies spéciales, mais elle utilise plusieurs types d’animaux sauvages pour commettre ses crimes. C'est aussi une combattante au corps à corps, aguerrie dont les ongles sont aiguisés comme des griffes.

## Œuvres où le personnage apparaît

### Série animée
- Young Justice : Renommée Paula Crock, elle portait autrefois le nom de Huntress mais a cessé ses activités et est clouée dans un fauteuil roulant. Elle est l'épouse de Sportsmaster, ainsi que la mère d'Artemis et de Cheshire.